# Merzdorf (Riesa)
Merzdorf ist ein Ortsteil der sächsischen Stadt Riesa im Landkreis Meißen.

## Geografie
Das ehemalige Dorf liegt nordwestlich vom alten Ortskern von Riesa und wird von der Döllnitz durchflossen, die über das Hafenbecken des Hafens Riesa in die Elbe mündet. Der Ort liegt am südlichen Ufer des kleinen Flusses. Die der Form nach ehemalige Gutssiedlung war umgeben von einer 245 Hektar großen Flur die in typische Gutsfluren und gewannähnliche Streifen der wenigen Bauern des Ortes. Westlich von Merzdorf liegt Canitz und zwischen den Orten der Espig, ein mit Espen bestandener Auwald, welcher von Döllnitz und Mühlgraben begrenzt ist. Nordwestlich liegt etwa 15 Meter über dem nördlichen Talhang der Ort Pochra und östlich von Merzdorf liegt der Ortsteil von Riesa Gröba und der Hafen Riesa an der Elbe. Merzdorf wird von der Staatsstraße 28 durchquert, über die der Ort über Canitz mit Oschatz verbunden ist.

## Geschichte
Merzdorf wurde 1275 als Mertinesdorff zum ersten Mal erwähnt. Der Ortsname war mehrmaligen Änderungen unterzogen, so wurde der Ort im Jahr 1277 (Johannes de) Martinisdorf genannt, 1321 Mertindorf, 1342 Mertinsdorf, 1416 Mertinsdorf, 1445 Mertnisdorf, 1457 Mertinstorff, 1501 Merczdorff, 1521 Mertzdorf, 1552 Merzdorf, 1791 Merzdorf, bey Oschatz und Merzdorf b. Riesa im Jahr 1875. Merzdorf gehört zu den wenigen Orten in der Umgebung, die einen deutschen Namen tragen. Der Ortsname weist wahrscheinlich auf das Martinspatrozinium einer der Nachbarkirchen hin und ist als Dorf des Martin zu deuten.
Ur- und frühgeschichtliche Hinterlassenschaften weisen darauf hin, dass die Gegend schon frühzeitig besiedelt war. Östlich vom Ortskern befindet sich eine Fundstelle der germanischen Latènezeit, zusätzlich eine Slawische Siedlung. Vom gegenüberliegenden Döllnitzufer 200 Meter östlich ist zusätzlich ein Wohnplatz der Germanen aus der Kaiserzeit bekannt.
Merzdorf wurde 1277 als Herrensitz und 1445/1447 als Rittersitz erwähnt. Am 9. August 1416 Friedrich von M. daselbst gesessen. Am 2. Juni 1459 belehnt der Kurfürst die Brüder Hans und Albrecht und alle anderen Familienmitglieder mit dem oberen und niederen Sitz und dem Dorf Merzdorf. Die Familie ist sicherlich alter Kolonistenadel.
1445 gehörte Merzdorf zur Oschatzer Pflege, später ab 1606 zum Amt Oschatz. 1445 stellten das Rittergut Merzdorf und das Vorwerk Pochra Zwei Ritterpferde in der Oschatzer Pflege.
Die von Merzdorf bleiben im Rittergut, bis es 1521 Bastian von Pflugk auf Strehla übernimmt, unter dem das Rittergut zu Vorwerk herabsinkt. Die Familie von Pflugk bewirtschaftete Merzdorf bis zum Ende des 16. Jahrhunderts. Um 1600 wohnten die Familie Hans Heinrich von Gaudlitz auf Merzdorf, es gibt fünf Häuser und die Mühle. Um 1621/1628 wohnten dort Christian von Holzendorf und danach die Familie von Starschedel bis 1801. Im Jahr 1722 gehören zum Rittergut Merzdorf, Pochra, Großrügeln und Reussen teilweise. Unter der Familie von Starschädel wird das Rittergut amtsässig und mit dem Vorwerk Pochra am 4. April 1742 schriftsässig.
1801 kaufte Johann Christian Hähnel späterer Baron von Odeleben das Rittergut. 1816 gehörten zum Rittergut ein Herrenhaus, eine Pächterwohnung, Wirtschaftsgebäude und eine Brauerei. Zur Schäferei gehörten 650 Schafe. 1724 kauft aus dem Konkurs seiner Erben Hch. Rittner das Rittergut an. In den Jahren 1764, 1816 und 1843 wurde Merzdorf weiterhin vom Amt Oschatz verwaltet, bis die Verwaltung 1856 an das Gerichtsamt Riesa und 1875 an die Amtshauptmannschaft Großenhain überging. Durch die Sächsische Landgemeindeordnung von 1838 erhielt das Dorf Eigenständigkeit als Landgemeinde. Ursprünglich gingen die Merzdorfer Kinder nach Gröbain in die Schule, bis man 1892 ein eigenes Schulgebäude errichtete, welches bereits 1898 erweitert wurde. 1963 entstand die Otto-Grotewohl-Schule an der Merzdorfer Straße und 1971/72 eine Schule an der Alleestraße.
Merzdorf war nachweislich ab 1539 nach Gröba eingepfarrt und ab 1930 gehört der Ortsteil zur Kirchgemeinde Riesa-West. Im Jahr 1925 waren 619 Einwohner von Merzdorf evangelisch-lutherisch, 1 Einwohner war katholisch und 90 Einwohner gehörten anderen Konfessionen an. Ab 1925 wurde Merzdorf nach Riesa eingemeindet.

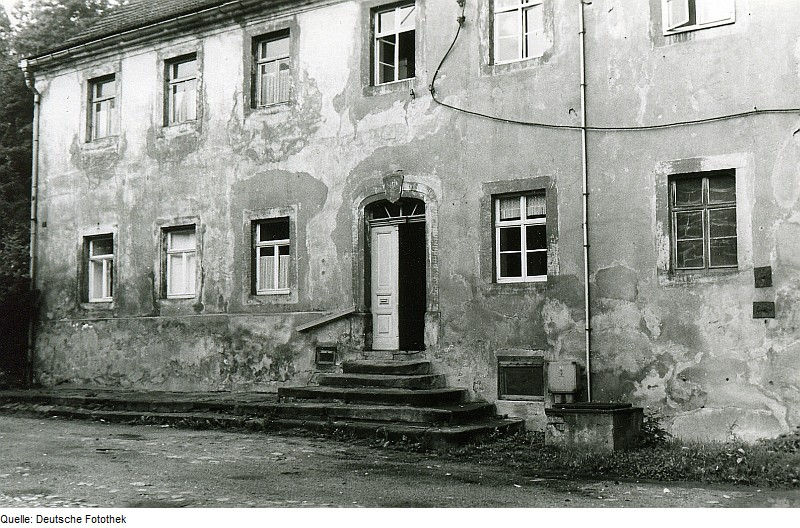
Fotothek df rp-d 0540060 Riesa-Gröba. Ehem. Papiermühle

Die frühere Pappenmühle hieß im Volksmund Papiermühle. Dieses Mühlengut gehörte 1600 zum Rittergut wie auch eine Brauerei und eine Ziegelei, die heute nicht mehr existieren. 1815 wird die Mühle als Mahl- und Ölmühle mit Branntweinbrennerei erwähnt. Im 19. Jahrhundert wurde die Mühle in eine Pappenfabrik umgewandelt, die bis 1941 arbeitete. 1927 baute der Allgemeine Sächsische Siedlerverband die ersten 25 Häuser in dem Viertel An der Döllnitz, Am Krautgarten und an der Wiesen- und der Blumenstraße.
So wie das benachbarte Gröba zum Industriestandort anwuchs wuchs Merzdorf zum Wohnstandort heran. 1935 bis 1936 wurden die sogenannten Randsiedlungen an der Rosa-Luxemburg-, Wilhelm-Busch- und Thomas-Mann-Straße meist als kellerlose Häuser gebaut aufgrund der geringen Ersparnisse der dort wohnenden Arbeiter. Diese Häuser konnten erst nach und nach durch Umbauten und Zubauten verbessert werden. 1936/37 entstanden umfangreiche Eigenheimsiedlungen Am Saugrund und Am Kirschberg, in denen vor allem Familien mit Kindern aus dem Lager Zeithain, welches wieder militärisch genutzt werden sollte, angesiedelt wurden, dazu die Wohnblocks an der Reußener Straße.
Sachsen kam nach dem Zweiten Weltkrieg in die Sowjetische Besatzungszone und später zur DDR. Nach der Gebietsreform 1952 wurde Merzdorf dem Kreis Riesa im Bezirk Dresden zugeordnet. Ab 1954 vergrößerte sich der Stadtteil weiter um die großen Siedlungskomplexe jenseits der Döllnitz an der Alleestraße und einigen ihrer Querstraßen durch die Arbeiterwohnungsbaugenossenschaft des VEB Rohrkombinat und der VEB Gebäudewirtschaft. Längs der Weidaer Straße und der Nachbarstraßen, der Merzdorfer Straße und am Merzdorfer Wäldchen kamen ab 1972 noch Eigenheime dazu. Zusätzlich wurde die Infrastruktur verbessert durch eine Reihe von neugebauten Einrichtungen. Das Postamt wurde erweitert, Kindergärten, Kindergrippen und Spielplätze wurden erbaut sowie Kleingärten.
Nach der Deutschen Wiedervereinigung kam Merzdorf zum wiedergegründeten Freistaat Sachsen. Die folgenden Gebietsreformen in Sachsen ordneten den Stadtteil 1994 dem Landkreis Riesa-Großenhain und 2008 dem Landkreis Meißen zu.

### Bevölkerungsentwicklung
| Jahr | Einwohner                                              | Jahr | Einwohner |
| ---- | ------------------------------------------------------ | ---- | --------- |
| 1551 | 7 Gärtner, 11 Inwohner                                 | 1925 | → Riesa   |
| 1764 | 7 besessene Mann, 9 Häusler, 1,75 Hufen je 36 Scheffel | 2004 | 2586      |
| 1834 | 116                                                    | 2006 | 2518      |
| 1871 | 226                                                    | 2008 | 2436      |
| 1890 | 303                                                    | 2010 | 2338      |
| 1910 | 735                                                    | 2013 | 2193      |
| 1925 | 710                                                    | 2016 | 2141      |

## Sehenswürdigkeiten
In der örtlichen Denkmalliste von Riesa sind mehrere historische Denkmäler und Gebäude verzeichnet. Unter Denkmalschutz steht hier unter anderem ehemalig zum Rittergut Merzdorf gehörende zwei Scheunen des ehemaligen Rittergutes (Inspektoren-Wohnhaus Nr. 52 abgebrochen) sowie zwei Wirtschaftsgebäudeflügel (Nr. 54) des Rittergutes und das Herrenhaus, ferner die alte Kartoffelremise.

### Herrenhaus Merzdorf
Der bereits 1445 erwähnte Rittersitz entwickelte sich zunächst in ein Vorwerk und später zum Rittergut. Das Gut wurde 1919 von der Gemeinde Gröba gekauft und kam 1925 als Stadtgut zu Riesa.

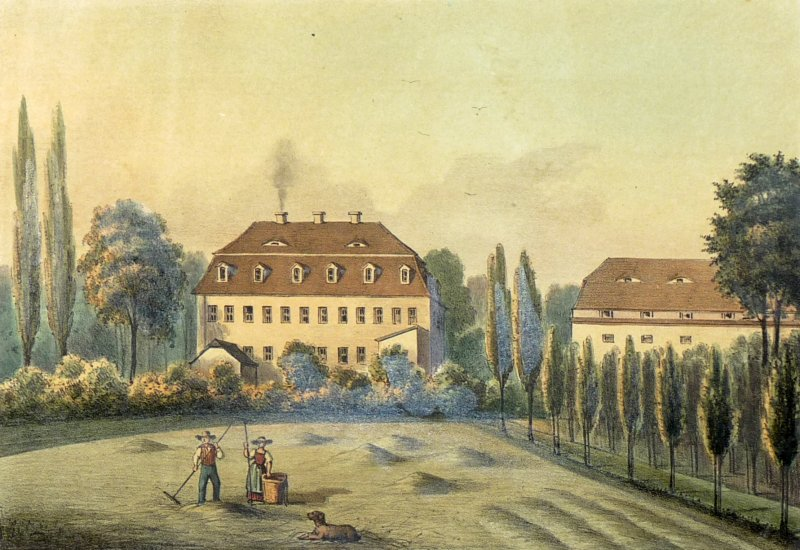
Herrenhaus Merzdorf

 Der zweistöckige Barockbau des Herrenhauses mit 19 Fenstern Front, Mansarde und Walmdach bekam etwa 1920 einen Anbau mit Balkon auf fünf Säulen über dem Eingangsportal. Nach dem Zweiten Weltkrieg und Bodenreform 1945/46 wurden die Wirtschaftsgebäude unter den Neubauern aufgeteilt oder dem VEG Riesa-Göhlis zugeschlagen, im Herrenhaus bekamen Umsiedler Wohnungen zugewiesen. 1952 richtete man einen städtischen Kindergarten und später noch eine Kinderkrippe ein. Von 1974 bis 1998 diente das Herrenhaus als Kreishaus der jungen Pioniere. Die Parkflächen dienten als Spielwiesen, der Schlossteich daneben wurde als Gondelteich zur Naherholungsstätte. Bis zur Gründung des Vereins "Freizeitinsel Riesa-Großenhain e. V." im Juni 1998 wurde das Haus als offenes Kinder- und Jugendfreizeiteinrichtung des Landratsamtes Riesa-Großenhain betrieben.